# Stygopholcus skotophilus
Stygopholcus skotophilus är en spindelart som beskrevs av Josef Kratochvíl 1940. Stygopholcus skotophilus ingår i släktet Stygopholcus och familjen dallerspindlar. Utöver nominatformen finns också underarten S. s. montenegrinus.